# Wolfgang Perner
Wolfgang Perner (n. 17 septembrie 1967, Ramsau am Dachstein, Stiria, Austria – d. 1 octombrie 2019) a fost un biatlonist ce a reprezentat Austria, medaliat olimpic. A participat la 4 ediții ale Jocurilor Olimpice (1994, 1998, 2002, 2006) în care a câștigat o medalie de bronz.